# Leptoxis occultata
Leptoxis occultata је пуж из реда Sorbeoconcha.

## Угроженост
Ова врста је наведена као изумрла, што значи да нису познати живи примерци.

## Распрострањење
Станиште врсте су биле САД.

## Станиште
Раније станиште врсте су била слатководна подручја.